# 3学期制
3学期制是指学校一年间授课课程分为3个学期的制度。

## 概要
3学期制，一般4月 - 7月是1学期、9月 - 12月是2学期、1月 - 3月是3学期。各个学期之间是暑假、寒假和春假。
21世纪以来，日本的初等教育、中等教育（小学校、中学校、高等学校）基本上都是3学期制。
宽裕教育制度的推进，学校的3学期制已经不能满足学生的成长和知识需求，一些学校开始采用2学期制。
3学期制，基本上每个长假都要相应的长假作业，期末有定期考察或期末考试，定期考察或期末考试在长假之前。
3学期制，在长假中，学校教师相应休假。